# Sälskapets naturreservat
Sälskapets naturreservat är ett naturreservat i Gagnefs kommun i Dalarnas län.
Området är naturskyddat sedan 2019 och är 5 hektar stort. Reservatet ligger öster om sjön Lövsen och består av  äldre tallskog med bara enstaka granar och lövträd..